# Unimagine
| Recensione           | Giudizio |
| -------------------- | -------- |
| AbsolutePunk         |          |
| AllMusic             |          |
| Alternative Press    |          |
| Bring the Noise      |          |
| Under the Gun Review |          |

Unimagine (stilizzato unimagine) è il secondo album in studio del gruppo musicale australiano Hands Like Houses, pubblicato il 22 luglio 2013 dalla Rise Records.
L'album ha ricevuto numerose recensioni positive principalmente per l'abilità della band nel combinare rock progressivo e post-hardcore con riff metalcore e melodie pop in un modo nuovo e che non suona ripetitivo, con cui riesce a distinguersi dalle altri gruppi della scena punk/metal statunitense contemporanea.
Nel 2014 viene pubblicato l'EP Reimagine, contenente 5 brani di Unimagine realizzati in una nuova versione semi acustica.

## Tracce
Testi e musiche degli Hands Like Houses, eccetto dove indicato.
1. Developments – 3:39 (Hands Like Houses, Erik Ron)
2. Introduced Species – 4:04 (Hands Like Houses, Erik Ron)
3. Weight – 3:45
4. Shapeshifters – 3:04
5. The House You Built – 3:13 (Hands Like Houses, Erik Ron)
6. A Tale of Outer Suburbia – 4:21
7. Oceandust – 3:41
8. No Parallels – 3:37
9. Fountainhead – 3:46 (Hands Like Houses, Erik Ron)
10. Wisteria – 3:52 (Hands Like Houses, Erik Ron)
11. A Fire on a Hill – 4:59 (Hands Like Houses, Erik Ron)

## Formazione
Hands Like Houses
- Trenton Woodley – voce
- Matt "Coops" Cooper – chitarra solista
- Alexander Pearson – chitarra ritmica, cori
- Joel Tyrrell – basso, cori
- Jamal Sabet – tastiera
- Matt Parkitney – batteria, percussioni

Altri musicisti
- James Paul Wisner – chitarra addizionale in Oceandust

Produzione
- James Paul Wisner – produzione, missaggio, ingegneria del suono
- Andy VanDette – mastering
- Glenn Thomas – design, artwork

## Classifiche
| Classifica (2013)         | Posizione massima |
| ------------------------- | ----------------- |
| Australia                 | 51                |
| Australia (digital)       | 40                |
| Australia (physical)      | 58                |
| Stati Uniti               | 37                |
| Stati Uniti (independent) | 6                 |
| Stati Uniti (alternative) | 6                 |
| Stati Uniti (rock)        | 10                |
| Stati Uniti (hard rock)   | 4                 |